# Nan-sous-Thil
Nan-sous-Thil är en kommun i departementet Côte-d'Or i regionen Bourgogne-Franche-Comté i östra Frankrike. Kommunen ligger i kantonen Précy-sous-Thil som tillhör arrondissementet Montbard. År 2022 hade Nan-sous-Thil 169 invånare.

## Befolkningsutveckling
Antalet invånare i kommunen Nan-sous-Thil
Referens:INSEE